# East Grand Bahama District
East Grand Bahama District är ett distrikt i Bahamas. Det ligger i den norra delen av landet, 200 km norr om huvudstaden Nassau. East Grand Bahama District ligger på ön Grand Bahama Island tillsammans med West Grand Bahama och City of Freeport.
I East Grand Bahama finns orterna High Rock och Sweeting Cay.